# Phoebe (växter)
För andra betydelser, se Phoebe.
Phoebe är ett släkte av lagerväxter. Phoebe ingår i familjen lagerväxter.

## Dottertaxa tillPhoebe, i alfabetisk ordning[1]
- Phoebe angustifolia
- Phoebe attenuata
- Phoebe baishyae
- Phoebe birmanica
- Phoebe bootanica
- Phoebe bournei
- Phoebe brachythyrsa
- Phoebe calcarea
- Phoebe canescens
- Phoebe cathia
- Phoebe chekiangensis
- Phoebe clemensii
- Phoebe cooperiana
- Phoebe crassipedicella
- Phoebe declinata
- Phoebe dehaasiifolia
- Phoebe elliptica
- Phoebe excelsa
- Phoebe faberi
- Phoebe formosana
- Phoebe forrestii
- Phoebe glabrifolia
- Phoebe glaucifolia
- Phoebe glaucophylla
- Phoebe grandis
- Phoebe hainanensis
- Phoebe hainesiana
- Phoebe hedgei
- Phoebe holosericea
- Phoebe hui
- Phoebe hunanensis
- Phoebe hungmoensis
- Phoebe indica
- Phoebe kerrii
- Phoebe kjellbergii
- Phoebe kwangsiensis
- Phoebe laevis
- Phoebe lamponga
- Phoebe lanceolata
- Phoebe legendrei
- Phoebe leiophylla
- Phoebe liana
- Phoebe lichuanensis
- Phoebe longepetiolata
- Phoebe lummaoensis
- Phoebe macrocarpa
- Phoebe megacalyx
- Phoebe motuonan
- Phoebe neurantha
- Phoebe neuranthoides
- Phoebe nigrifolia
- Phoebe nitida
- Phoebe novoguinensis
- Phoebe palghatensis
- Phoebe pallida
- Phoebe petelotii
- Phoebe pierrei
- Phoebe prazeri
- Phoebe puwenensis
- Phoebe rigida
- Phoebe rufescens
- Phoebe scortechinii
- Phoebe sheareri
- Phoebe siamensis
- Phoebe sterculioides
- Phoebe sumatrana
- Phoebe tavoyana
- Phoebe tenuifolia
- Phoebe wightii
- Phoebe yaiensis
- Phoebe yunnanensis
- Phoebe zhennan